# رقرق
رقرق، قرية صغيرة تتبع شعبية الجبل الغربي جبل نفوسة جادو تقع جنوب غرب مدينة جادو يحدها شمالا وادى مرسيطن وقرية ويفات وجنوبا وادى المحيصر وقرية تمزدة وغربا وادى الرويس ادرار. يوجد بها عدد من العيون التي هي مصدر للمياه الشرب. هي ضمن القرية التي تجمع عدد من القرى المجودة حاليا وتسمى قرية ويفات (ايمى نسوق).